# Webintegration
Webintegration ist eine Methode zur Applikations- und Informationsintegration. Moderne Softwaresysteme bieten oftmals eine HTML-Schnittstelle zur Browser-basierten Bedienung. Webintegration nutzt genau diese Benutzerschnittstelle für eine automatisierte Interaktion mit der Anwendung und stellt insofern eine Weiterentwicklung des traditionell vor allem terminal-orientierten Screen-Scrapings (zur Host-Integration) dar.

## Prinzip
Mit Hilfe graphisch orientierter Entwicklungswerkzeuge wird eine Anweisungsfolge definiert (z. B. Load Page → Submit Form → Loop Table → Extract Data), die eine typischerweise vom Menschen im Browser durchgeführte Interaktion automatisiert.
Auf diese Weise können einerseits Daten von web-basierten Systemen gelesen und interpretiert werden (zur weiteren Speicherung in Datenbanken/Dateien), andererseits sind Funktionen bestehender Webapplikationen leicht in neuem Kontext wiederverwendbar (z. B. durch Transformation in einen Web Service), auch wenn eigentlich kein natives API existiert.
Leistungsfähige Mustererkennung erlaubt die robuste Integration auch von dynamischen Websites, bei denen sich die Position einzelner HTML-Tags z. B. durch Personalisierung oder Werbebanner regelmäßig verändert.

## Vorteile
- Verbesserte Abstimmung zwischen IT- und Fachabteilung. Prozesse auf Ebene der Benutzerschnittstelle sind nachvollziehbar und sichtbar. Derselbe Prozess auf Applikationslogik-Ebene (Ansatz für klassische Integration) ist nur Programmierern verständlich, die die Schnittstellen kennen.

- Reduktion der Komplexität. Bei größeren IT-Projekten sind oftmals viele Abteilungen involviert. Dies erfordert komplexe organisatorische Koordination. Webintegration ist eine nicht-invasive Integrationsmethode, die keine Anpassung der Original-Applikationen erfordert. Dadurch werden ressourcen-intensive Architekturveränderungen und deren Einfluss auf bestehende Applikationen und Infrastrukturen vermieden.

- Kürzere Projektlaufzeiten bei vermindertem Risiko. Durch Browser-orientierte Entwicklungswerkzeuge können Integrationen in deutlich kürzerer Zeit mit weniger Entwicklungskenntnissen erfolgen. Basis-Programmiererfahrung und HTML-Wissen sind ausreichend.

## Abgrenzung
Webintegration stellt üblicherweise keinen vollständigen Ersatz für traditionelle Enterprise Application Integration dar. Vielmehr wird sie in vielen Projekten ergänzend eingesetzt, um einzelne Anforderungen entweder überhaupt umsetzen zu können oder doch zumindest in deutlich reduzierter Zeit bei niedrigerem Risiko.